# Ярчув (гмина)
Ярчув (пол. Jarczów) — сельская гмина (волость) в Польше, входит как административная единица в Томашувский повет (Люблинское воеводство), Люблинское воеводство. Население — 3688 человек (на 2004 год).

## Сельские округа
1. Ходываньце
2. Грудек
3. Грудек-Колёня
4. Ярчув
5. Ярчув-Колёня-Друга
6. Ярчув-Колёня-Первша
7. Юрув
8. Корхыне
9. Лубче
10. Недежув
11. Новы-Пшеорск
12. Плебанка
13. Пшевлока
14. Совинец
15. Шлятын
16. Верщыца
17. Воля-Грудецка
18. Воля-Грудецка-Колёня
19. Завады

## Соседние гмины
1. Гмина Любыча-Крулевска
2. Гмина Лащув
3. Гмина Рахане
4. Гмина Томашув-Любельски
5. Гмина Ульхувек